# Детское послание
Детское послание (The Teen Age Message, TAM) — межзвёздное сообщение, переданное Евпаторийским планетным радаром к шести близлежащим звездам солнечного типа в течение августа-сентября 2001 года. В отличие от предыдущих только цифровых сообщений Послание Аресибо и Cosmic Call, Детское послание имеет сложную, трехсекционную структуру с различными формами информации. Такая структура была предложена А. Л. Зайцевым.

## Структура послания
В 2000 году в статье «Язык радиопосланий к другим цивилизациям» А. Л. Зайцев предложил и обосновал адекватную триединой природе мышления (интуитивное, эмоциональное, логическое) трехсекционную структуру межзвездного радиопослания (МРП), состоящую из зондирующего сигнала с легко «угадываемыми» входными параметрами, вариаций частоты, отображающих эмоциональный мир и художественные образы, и манипуляции частоты для отображения логических построений — алгоритмов, теорий, накопленных знаний о себе самих и окружающем мире. В соответствии с данной структурой было синтезировано и в августе-сентябре 2001 года передано из Евпатории по шести адресам первое российское МРП — «Детское радиопослание», аналоговая часть которого представляла собой терменвокс-концерт, а цифровая — 28 бинарных изображений и текстов.
- Секция 1 представляет собой когерентный радиосигнал с медленной доплеровской перестройкой длины волны, имитирующий передачу от центра Солнца. Этот сигнал был передан для того, чтобы помочь инопланетянам обнаружить Детское послание и диагностировать эффект распространения радиоволн в межзвездной среде.
- Секция 2 содержит аналоговую информацию и представляет собой музыкальные мелодии, выполненные на терменвоксе. Этот электронный музыкальный инструмент производит квазимонохроматический сигнал, который легко обнаружить на межзвёздных расстояниях. Было исполнены семь музыкальных композиций составивших 1-й Терменвокс-концерт для внеземных цивилизаций.
- Секция 3 представляет бинарную информацию: логотип Детского послания, приветствие на русском и английском языках и глоссарий. Этот раздел и концертная программа были составлены подростками из разных частей России.

Проект называется так из-за возраста большинства его участников.

### 1-й Терменвокс-концерт для внеземных цивилизаций

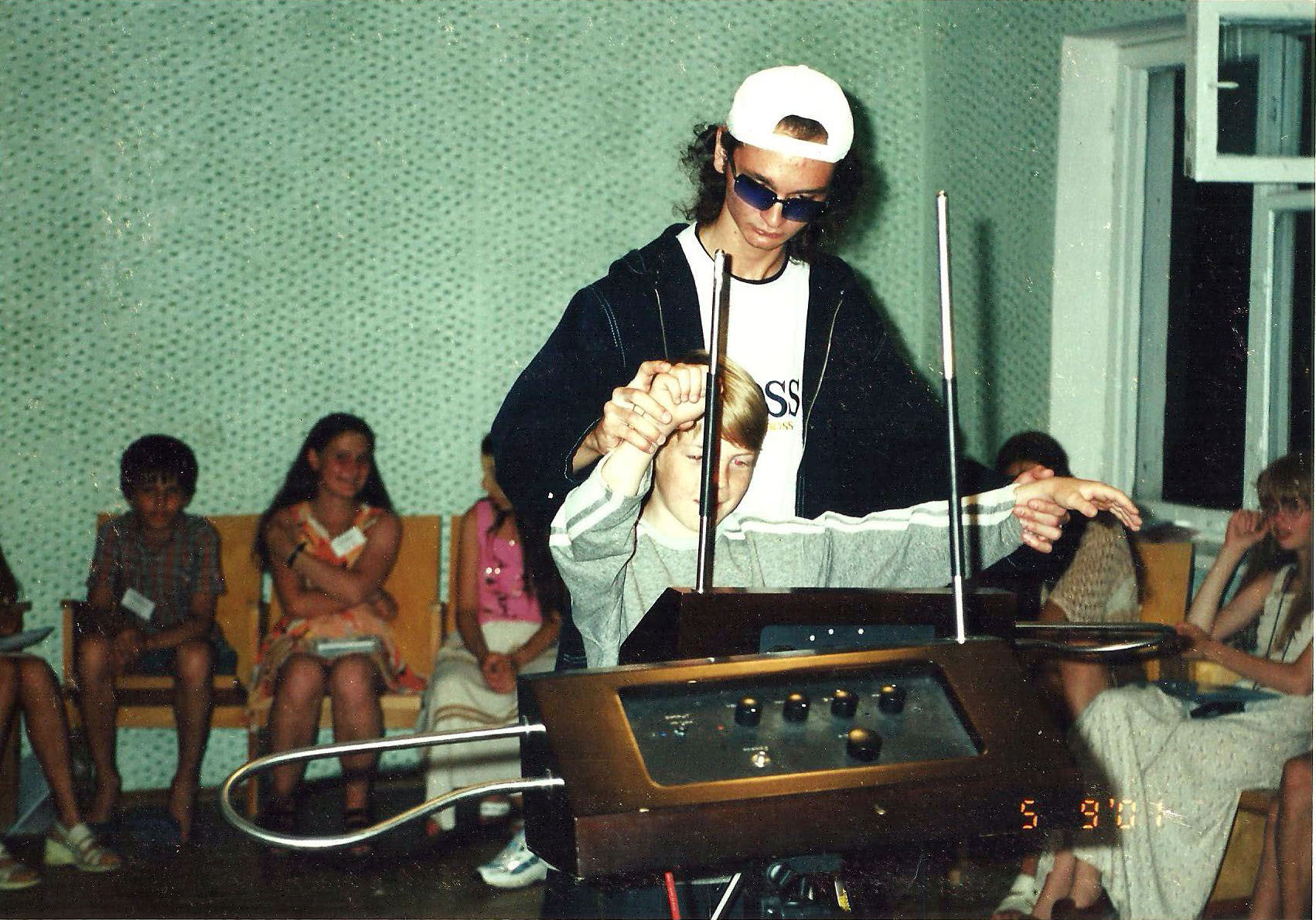
Музыкант Антон Керченко

Вторая секция радиопослания содержит аналоговую информацию — для передачи информации об эмоциональной сфере человеческой деятельности и в данном случае представляет собой музыкальные мелодии. Была осуществлена передача музыки с помощью электромузыкального прибора терменвокс. Выбор музыкального инструмента связан с тем, что терменвокс производит квазимонохроматический сигнал, спектр которого сосредоточен в относительно узком интервале частот (сигнал с минимальным уровнем обертонов), что важно для обеспечения наиболее уверенного приёма на межзвездных расстояниях.
Музыкальная часть радиопослания была подготовлена Егором Киселевым и Владимиром Филипповым. Лидия Кавина исполнила на терменвоксе и записала на аудиокассету первые три произведения — «Калинку-Малинку», отрывок из «Summertime» Гершвина и «Лебедь» Сен-Санса. Во время нескольких сеансов музыканты Яна Аксенова и Антон Керченко, исполнили концерт в реальном времени, включив в него другие произведения, не предусмотренные составителями.
29 августа 2001 года во время первого сеанса радиопередачи звезде HD 197076 в созвездии Дельфин были отправлены следующие музыкальные композиции:
- Мелодия романса Е.Шашина на слова Лермонтова «Выхожу один я на дорогу».
- Бетховен. Фрагмент финала 9-й симфонии на слова оды Шиллера «К радости».
- Вивальди. «Времена года. Март». Аллегро.
- Сен-Санс. «Лебедь».
- Рахманинов. Вокализ.
- Джордж Гершвин. Summertime (Лето)
- Мелодия русской народной песни «Калинка-Малинка»

Длительность концерта 17 минут и 17 секунд.
3 сентября 2001 года состоялись второй, третий и четвертый сеансы радиопередач.
К звезде HD 50692 в созвездии Близнецов были отправлены следующие музыкальные композиции:
- Мелодия романса Е.Шашина на слова Лермонтова «Выхожу один я на дорогу».
- Бетховен. Фрагмент финала 9-й симфонии на слова оды Шиллера «К радости».
- Вивальди. «Времена года. Март». Аллегро.
- Сен-Санс. «Лебедь».
- Рахманинов. Вокализ.
- Александр Дольский. «Исполнение желаний».
- Владимир Ланцберг. «Алые паруса».

Длительность концерта 16 минут и 40 секунд.
К звезде HD 95128 в созвездии Большой Медведицы были отправлены следующие музыкальные композиции:
- Мелодия романса Е.Шашина на слова Лермонтова «Выхожу один я на дорогу».
- Бетховен. Фрагмент финала 9-й симфонии на слова оды Шиллера «К радости».
- Вивальди. «Времена года. Март». Аллегро.
- Сен-Санс. «Лебедь».
- Рахманинов. Вокализ.
- Александр Дольский. «Звезда на ладони».
- Владимир Ланцберг. «Алые паруса».

Длительность концерта 5 минут и 16 секунд.
К звезде HD 126053 в созвездии Девы были отправлены следующие музыкальные композиции:
- Мелодия романса Е. Шашина на слова Лермонтова «Выхожу один я на дорогу».
- Вивальди. «Времена года. Март». Аллегро.
- Владимир Ланцберг. «Алые паруса».
- Александр Дольский. «Звезда на ладони».
- Бетховен. Фрагмент финала 9-й симфонии на слова оды Шиллера «К радости».
- Сен-Санс. «Лебедь».
- Рахманинов. Вокализ.

Длительность концерта 14 минут и 32 секунд.
4 сентября 2001 года состоялись пятый и шестой сеансы радиопередач.
К звезде HD 76151 в созвездии Гидры были отправлены следующие музыкальные композиции:
- Мелодия романса Е. Шашина на слова Лермонтова «Выхожу один я на дорогу».
- Бетховен. Фрагмент финала 9-й симфонии на слова оды Шиллера «К радости».
- Вивальди. «Времена года. Март». Аллегро.
- Сен-Санс. «Лебедь».
- Рахманинов. Вокализ.
- Александр Дольский. «Звезда на ладони».
- Владимир Ланцберг. «Алые паруса».

Длительность концерта 16 минут и 30 секунд.
К звезде HD 193664 в созвездии Дракона были отправлены следующие музыкальные композиции:
- Мелодия романса Е. Шашина на слова Лермонтова «Выхожу один я на дорогу».
- Бетховен. Фрагмент финала 9-й симфонии на слова оды Шиллера «К радости».
- Вивальди. «Времена года. Март». Аллегро.
- Сен-Санс. «Лебедь».
- Рахманинов. Вокализ.
- Джордж Гершвин. Summertime.
- Мелодия русской народной песни «Калинка-Малинка»

Длительность концерта 17 минут и 15 секунд.

## Техническая база

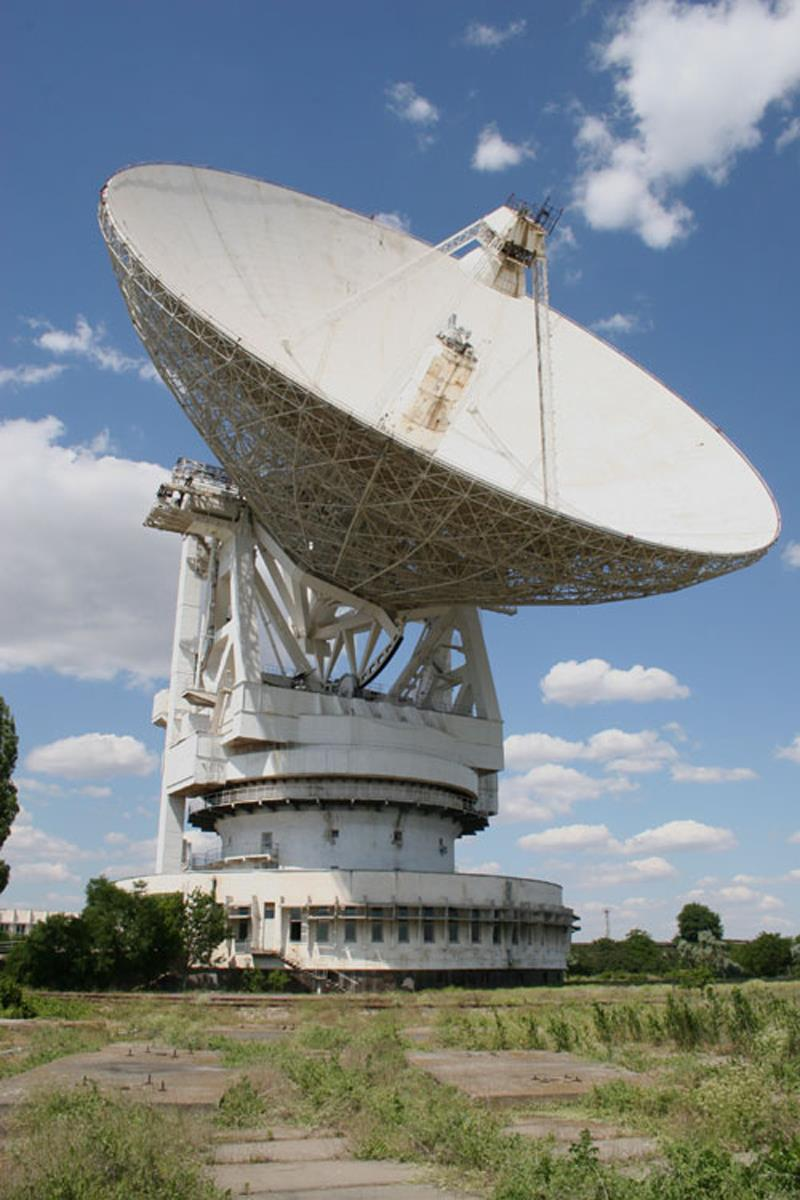
Радиотелескоп П-2500(РТ-70) под Евпаторией, с которого передавались сообщения.

Для передачи сообщений был выбран один из крупнейших в мире полноповоротных радиотелескопов с передатчиком мощностью 0,2МВт — П-2500 в Центре дальней космической связи в Евпатории.

## Звезды, к которым были отправлены послания
| Имя     | Обозначение | Созвездие         | Отправлено       | Прибытие     |
| ------- | ----------- | ----------------- | ---------------- | ------------ |
|         | HD 197076   | Дельфин           | 29 августа 2001  | Февраль 2070 |
| Чалаван | HD 95128    | Большая Медведица | 3 сентября 2001  | Июль 2047    |
| 37 Gem  | HD 50692    | Близнецы          | 3 сентября, 2001 | Декабрь 2057 |
|         | HD 126053   | Дева              | 3 сентября, 2001 | Январь 2059  |
|         | HD 76151    | Гидра             | 4 сентября, 2001 | Май 2057     |
|         | HD 193664   | Дракон            | 4 сентября, 2001 | Январь 2059  |